# Тетум
Тетум (порт. Tetum) је назив за становнике Источног Тимора. У питању је народ малајско-полинежанског порекла који је староседелачки народ острва Тимор у јужном делу Индонезије. Тетума има укупно око 500.000, највише на Источном Тимору, али их има и у САД и Индонезији. Тетуми су по вероисповести католици, а говоре тетум језиком, који спада у централну групу аустронезијске породице језика.

## Демографија
Осим у матичној земљи Источни Тимор, где чине већинско становништво, има их и у Индонезији (50.000) и САД (20.000).

## Језик
Тетумци говоре тетум језиком који припада аустронезијској породици језика, али међу њима је заступљен и португалски језик, који припада романској групи индоевропске породице језика. Тетумски језик поседује велики број речи преузетих из португалског и малајског језика. Португалски говоре као посебан дијалект (источнотиморски португалски). Тетум језиком говоре до 800.000 људи, највише на Источном Тимору, а у Индонезији је признат као мањински језик.

## Религија
Главна религија међу Тетума је католицизам, а католици чине око 96% становништва. Осталих 4% чине припадници протестантизма (доминантан калвинизам, који су донели Холанђани за време колонизовања Индонезије), муслимани, и припадници осталих конфесија (будизам, таоизам, агностицизам).
Португалски мисионари су покрстили Тетумце у 17. веку, а пре преобраћења у хришћанство практиковали су анимизам. И дан данас има припадника анимизма, међутим врло мало. Источни Тимор има највећи проценат хришћана у Азији (99,5% укупне популације чине хришћани).
Муслимани углавном живе на западу, на граници са Индонезијом, а протестанти на источном делу државе.

## Популација
Тачан број Тетума је непознат, јер се у неким изворима помиње да је њихова укупна популација око 300.000, а у неким 516.000.

## Познати Тетумци
- Шанана Гушмао - први председник Источног Тимора